# Cap de la Baga del Castell
El Cap de la Baga del Castell és una muntanya de 1.216 metres que es troba entre els municipis de Borredà, a la comarca del Berguedà i de les Llosses, a la comarca catalana del Ripollès.